# Azzan ibn Qays
Azzan ibn Qays (àrab: عزان بن قيس, ʿAzzān b. Qays) (Masqat, ? – Matrah, 30 de gener de 1871) va ser sultà de Masqat i Oman del 1868 al 1871.
Azzan ibn Qays va néixer a Masqat i estava relacionat amb la família governant. Va ser educat de manera privada.
El 1861 va succeir el seu pare en el càrrec de governador de Rustaq.
El 1864 es va rebel·lar contra el sultà Salim ibn Thuwaini, el seu cosí i marit de la seva germana, ajudat i encoratjat pels wahhabites de l'emirat de Najd.
L'octubre de 1868 va derrotar el sobirà. Va unir forces amb el xeic Sa'id ibn Khalifa d'Abu Dhabi, va derrotar els wahhabites i va reocupar l'oasi d'Al-Buraimi el 18 de juny de 1869. El 10 d'agost d'aquell any va rebre el títol d'imam. Encara que va ser acceptat per una part important de la tribu hinawai, els seus intents posteriors de sotmetre les tribus de l'interior el van alienar del consentiment del clan Ghafiri, que va instigar un alçament general contra ell el 1870. Al mateix temps, el seu oncle Turki ibn Saïd va obtenir el suport polític i financer dels seus parents al sultanat de Zanzíbar, així com dels britànics, i va mobilitzar un exèrcit de balutxis i membres de tribus lleialistes i va prendre el lideratge de la revolta contra Azzan. Finalment Azzan ibn Qays va ser derrotat en la batalla a Dhank.
Va morir en la batalla contra Turki davant dels murs de Matrah el 30 de gener de 1871.